# Sinaptična špranja
Sinaptična špranja je ozek presledek med živčnim končičem presinaptičnega nevrona in postsinaptičnim nevronom ali efektorjem. V širino meri povprečno 0,02 mikrona.
Živčni impulz v obliki akcijskega potenciala pripotuje po presinaptičnem nevronu do živčnega končiča. Pri prenosu dražljaja preko sinaptične špranje najprej sinaptični mešički, ki vsebujejo živčni prenašalec, potujejo proti presinaptični membrani in se z njo zlijejo. Živčni prenašalec se sprosti v sinaptično špranjo ter po njej difundira do receptorjev na postsinaptičnem nevronu. Po vezavi živčnega prenašalca na receptor se v membrani postsinaptičnega nevrona odprejo natrijevi kanalčki, kar povzroči vplavljanje pozitivno nabitih natrijevih ionov v postsinaptični nevron. S tem se spremeni membranski potencial postsinaptičnega nevrona, ki v ustreznih okoliščinah sproži nastanek akcijskega potenciala.
Vezava živčnega prenašalca na receptor postsinaptičnega nevrona je praviloma povratna (reverzibilna), kar pomeni, da se zopet sprosti in ga lahko encimi v sinaptični špranji razgradijo ali pa ga presinaptični nevron ponovno privzame preko prenašalnih molekul v njegovi membrani.